# Tank Racer
Tank Racer là một game hành động đua xe 3D do nhóm Glass Ghost ở Simis phát triển và Grolier Interactive phát hành, có bản quyền vào năm 1998 và phát hành vào ngày 30 tháng 3 năm 1999.

## Lối chơi

Hình chụp màn hình một trong những màn chơi trong game.

Có bốn chế độ chơi khác nhau để người chơi tùy ý lựa chọn: Cup Mode, Single Race Mode, Multi-player Battle Mode và Multi-player Racing Mode.

### Cup Mode
Trong Cup Mode, mục tiêu của người chơi là giành được cả ba "cúp" trong Giải vô địch Đua xe Tăng Thế giới (World Tank Racing Championship, viết tắt WTRC). Mỗi chiếc cúp có bốn chiếc xe tăng riêng để người chơi lựa chọn và một chiếc xe tăng bí mật được mở khóa khi hoàn thành chiếc cúp (tạo ra tổng cộng 15 chiếc xe tăng có thể chơi trong trò chơi). Có 8 đường đua khác nhau, mặc dù một số trong số chúng được sử dụng lại có nghĩa là có tổng cộng 15 vòng đua.
Sau khi hoàn thành mỗi cúp, "phần thưởng" được mở khóa. Chúng bao gồm ba xe tăng, một trình phát nhạc (cho phép người chơi chọn bất kỳ bài hát nào từ nhạc nền để nghe), khả năng xem lại các video 'outro' cho từng cúp, thiết lập game đặc biệt (bao gồm 'góc nhìn trên cao', 'điều khiển kép', một chiếc 'tăng đệm khí', tùy chọn thay đổi hiệu ứng âm thanh thành 'tiếng người' và 'tiếng đàn guitar') và ba mini arcade game 'bí mật' (một bản sao tựa game Pong một hoặc hai người chơi với xe tăng được gọi là "Ping"; một game lái xe tăng mê cung góc nhìn từ trên xuống một người chơi được gọi là "Tank 2001", tên của nó có thể ám chỉ đến hệ máy chơi game console Arcadia 2001; và một game nhái Asteroids một người chơi, được gọi là "Space Tank", một lần nữa với một chiếc xe tăng).

### Single Race Mode
Single Race Mode tương tự như Cup Mode, sự khác biệt là người chơi có thể chơi bất kỳ cuộc đua nào họ chọn (miễn là họ đã hoàn thành cuộc đua đó trong hệ thống Cup Mode), và tất nhiên đó chỉ là một cuộc đua duy nhất.

### Multi-player Battle Mode và Multi-player Racing Mode
Trong Battle Mode, người chơi có thể chiến đấu với những người chơi khác ở một trong tám đấu trường chiến đấu đặc biệt (một số trong số đó dựa trên đấu trường đua xe, và một số trong đó là duy nhất). Có bao nhiêu "cúp" mà người chơi đã giành được trong Cup Mode ảnh hưởng đến tốc độ của xe tăng và power-up. Mỗi xe tăng có một thanh năng lượng/máu và khi cạn kiệt, game kết thúc cho người chơi đó.
Trong phần Racing Mode nhiều người chơi cho phép người chơi đua với nhau trên 6 đường đua. Ngoài ra còn có mục chơi Catch-up để giúp những người chơi ít kinh nghiệm hơn.
Sự khác biệt chính giữa các phiên bản PC và PlayStation là ở chế độ nhiều người chơi. Trên phiên bản PC, tối đa 6 người chơi có thể tham gia vào một cuộc đua hoặc giao đấu lẫn nhau qua LAN hoặc "IP trực tiếp", trong khi trên phiên bản PlayStation có tối đa hai người chơi sử dụng màn hình chia đôi.
Trò chơi có mười bản nhạc Trống và trầm của các nghệ sĩ Ramone và Trigger, Waterloop, Substance, D-Tour, Bay Tremore, Vim! và Dharma.

## Đón nhận
Tạp chí Official PlayStation Magazine của Anh đã cho phiên bản PlayStation 6/10 điểm, mô tả "game đua xe mới lạ" như thể có chứa "bùa mê Casanova" với một "linh hồn vui nhộn".
IGN chấm cho game 5.2/10 điểm, gọi nó là tầm thường và nói rằng "Có một số suy nghĩ ban đầu ở đây nhưng không đủ để làm cho trò chơi đáng được chú ý nhiều hơn."

## Tank Racer(game di động)

Hình chụp màn hình của một trong các màn chơi trong game Tank Racer trên điện thoại di động.

Một phiên bản trên điện thoại di động có cùng tên gọi và lối chơi tương tự (mặc dù ở dạng 2D) được GlobalFun và Runestone Games phát hành vào tháng 2 năm 2005.
Trong game, người chơi có thể chọn trong số sáu xe tăng bao gồm Bumbleboy, Thor và Power Punch. Giống như tựa game của Glass Ghost, bản này có một loạt đường đua và giải vô địch để lựa chọn và một số đường đua có những lối đi tắt ẩn giấu trong đó.